# Pave Hadrian 4.
Hadrian 4. (født som Nicholas Breakspear(e) omkr. 1100 i St Albans, død 1. september 1159 i Anagni) var pave fra den 4. december 1154 til sin død – kirkehistoriens hidtil eneste pave af engelsk oprindelse.
Breakspeare blev nægtet optagelse i sit lokale kloster, men blev kannik ved Skt. Rufus i Avignon og siden kardinalbiskop af Albano.
Fra 1150 til 1153 var han pavelig legat i Skandinavien, hvor han i 1152 gennemførte oprettelsen af Norges ærkebispesæde i Nidaros (nu Trondhjem), der omfattede Norge (med Orkneyøerne, Shetlandsøerne, Island og Grønland), som hidtil havde hørt under det danske ærkesæde i Lund.
Selvom Hadrian 4.s tid som pave var præget af konflikt med Det Tysk-romerske Rige, kronede han i 1155 Frederik Barbarossa til kejser.